# Прапор Кайманових Островів
Прапор Кайманових Островів — затверджений 14 травня 1958 року.
Прапор Кайманових Островів створений на основі Британського кормового прапора з зображення прапора Великої Британії у лівому верхньому куті. Співвідношення сторін прапора становить 1:2.
У 1999 до прапора були внесені зміни: біле коло, на якому знаходився герб, було вилучено, а сам герб був збільшений майже у двічі. Проте старий прапор досить популярний та навіть використовується на офіційних церемоніях. Навіть на Олімпійських іграх команда Кайманових Островів виходила зі старим прапором.
Для торгового флоту островів використовується аналогічний прапор, тільки на червоному тлі (Червоний торговий прапор Великої Британії).
Прапор Губернатору Кайманових Островів являє собою прапор Великої Британії з гербом островів посередині.

Прапор 1958—1999 роки
Торговий прапор
Прапор губернатора